# Планоаз
Планоаз (фр. Planoise) је четврт града Безансона (Француска), која се налази југозападно од центра града.
Планоаз данас има преко 20.700 становника. Граничи се са селом Аван Авне и окружен је двама брдима.

## Демографија
| 1962. | 1990.  | 1999.  |
| ----- | ------ | ------ |
| 0     | 18.489 | 20.700 |